# Längdskidåkning vid olympiska vinterspelen 1936 - 50 kilometer
Trettiosex åkare från 11 länder startade på den längsta distansen, som kördes under varierande temperaturer från –2 till +3 ° C, i en bana med några iskalla sträckor. I förhållandena var lite svårt att hitta rätt valla. Jan Svatoš, Tjeckoslovakien, som bar startnummer två, började kl 8:02 på morgonen, åkarna gav sig av med en minuts mellanrum. Banan hade en höjdskillnad på 380 meter. 
Sverige hade ett starkt lag som leddes av de två senaste världsmästarna på distansen, Elis Wiklund (1934) och Nils-Joel Englund (1935). Dessutom hade de silvermedaljören på 18 km från Lake Placid, Axel Wikström, som förväntades bli den tidiga ledaren med sitt startnummer 4. Finlands bästa kort ansågs vara Klaes Karppinen, vinnaren på 18 km och silvermedaljör på 50 km vid förra årets VM. Norge hade ett lag utan stora stjärnor, men trodde på 30-åriga Per Samuelshaug, hans bästa resultat på distansen var en 3:e plats i Holmenkollen 1935. 
Svenskarna tog tidigt kommandot i tävlingen. Elis Wiklund kunde kontrollera sina konkurrenter från hans sena start nummer 37 och av de andra, var det bara Klaes Karppinen som var nära att krossa svenskarna. Vid 24 km låg svanskarna i ledning;  Wiklund med en 2:20 minuters ledning över Englund, följt av Wikström och Hjalmar Bergström. Den unga norska Arne Tuft var en avlägsen femma, med Karppinen 20 sekunder efter. I den sista halvan av loppet ökade Wiklund sin ledning till 5 minuter, sedan bleknade han lite under de sista 5 kilometer men vann med god marginal, över tre minuter före tvåan, Wikström, som gick om Englund under den sista delen av loppet. Med Bergström på en 4:e plats, hade svenskarna upprepat bedriften som de lyckats med i Sankt Moritz åtta år tidigare.

## Resultat
| Medalj | Tävlande            | Tid         |
| Guld   | Elis Wiklund        | 3.30.11     |
| Silver | Axel Wikström       | 3.33.20     |
| Brons  | Nils-Joel Englund   | 3.34.10     |
| 4      | Hjalmar Bergström   | 3.35.50     |
| 5      | Klaes Karppinen     | 3.39.33     |
| 6      | Arne Tuft           | 3.41.18     |
| 7      | Frans Heikkinen     | 3.42.44     |
| 8      | Pekka Niemi         | 3.44.14     |
| 9      | Cyril Musil         | 3.46.12     |
| 10     | Franc Smolej        | 3.47.40     |
| 11     | Trygve Brodahl      | 3.50.14     |
| 12     | Kåre Hatten         | 3.50.37     |
| 13     | Giovanni Kasebacher | 3.53.08     |
| 14     | Kalle Heikkinen     | 3.54.25     |
| 15     | Jan Svatoš          | 3.54.33     |
| 16     | Vincenzo Demetz     | 3.56.47     |
| 17     | Tobia Senoner       | 3.57.16     |
| 18     | Karl Magnus Satre   | 3.58.45     |
| 19     | Vladimír Novák      | 3.59.08     |
| 20     | Lovro Žemva         | 3.59.13     |
| 21     | Leon Knap           | 3.59.17     |
| 22     | Giacomo Scalet      | 4.01.54     |
| 23     | Vello Kaaristo      | 4.02.52     |
| 24     | Matthias Wörndle    | 4.03.33     |
| 25     | Fritz Gaiser        | 4.05.44     |
| 26     | Stanisław Karpiel   | 4.06.26     |
| 27     | Berger Torrissen    | 4.07.44     |
| 28     | Hiroshi Tadano      | 4.10.23     |
| 29     | Stanisław Karpiel   | 4.11.08     |
| 30     | Josef Ponn          | 4.13.12     |
| 31     | Lado Sencar         | 4.20.20     |
| 32     | Erich Marx          | 4.25.48     |
| 33     | Nils Backstrom      | 4.29.30     |
| 34     | Tadao Okayama       | 4.30.28     |
| -      | Per Samuelshaug     | Bröt loppet |
| -      | Lukáš Mihalák       | Bröt loppet |